# Jack Reilly
Jack Reilly (27. srpna 1943, Stonehaven) je bývalý australský fotbalista, brankář. Byl členem australské reprezentace na Mistrovství světa ve fotbale 1974.

## Kariéra
Reilly se naučil své brankářské dovednosti, když hrál ve svém rodném městě Stonehaven za místní týmy Parkvale a Inverurie Loco Works, než se přesunul do rezervního týmu Hibernian. Ve skotské fotbalové lize odehrál pouze dva zápasy, než v roce 1968 přestoupil do amerického klubu Washington Wips. V roce 1970 odešel do Austrálie kde podepsal smlouvu s týmem Melbourne Juventus. Poté, co se během své debutové sezóny v australské lize ukázal jako obrovský talent, byl vybrán do australského týmu pro světové turné. Jeho přestup ze Saint George Saints do týmu Melbourne Hakoah na začátku roku 1972 byl tehdy rekordním poplatkem za brankáře ve výši 6000 dolarů.
Reilly pokračoval v reprezentaci Austrálie a byl vybrán do jejich týmu pro Mistrovství světa ve fotbale 1974. Na turnaji odehrál všechny tři zápasy proti Západnímu Německu, Východnímu Německu a Chile. V roce 1975 přestoupil do týmu Fitzroy United Heidelberg United. Strávil zde dvě sezóny, než odešel do South Melbourne Hellas. V roce 1980 zde Reilly uzavřel hráčskou kariéru.
Po ukončení kariéry se Reilly stal chovatelem koní. Působil také ve výborech FFA a FIFA.